# Euplectus lundbladi
Euplectus lundbladi é uma espécie de insetos coleópteros polífagos pertencente à família Staphylinidae.
A autoridade científica da espécie é Jansson, tendo sido descrita no ano de 1940.
Trata-se de uma espécie presente no território português.